# Le Mangeur de lune
Pour plus de détails, voir Fiche technique et Distribution.
Le Mangeur de lune est un film français réalisé par Dai Sijie, sorti en 1994.

## Synopsis
Marcel, l'idiot du village, se plait à se transformer en épouvantail pour attirer les oiseaux. Il quitte la ferme familiale à la veille du mariage de sa mère. Il fait la connaissance de Popov, un clown russe noir qui fait partie d'un cirque familial en tournée européenne, mais qui vient de rater le départ du cirque pour l'Italie et prend le train pour le rejoindre. Les deux hommes vont se tenir compagnie pendant trois jours. Mais le corps de Marcel gonfle au moindre contact avec le maïs. 

## Fiche technique
- Titre français : Le Mangeur de lune
- Réalisation : Dai Sijie
- Scénario : Dai Sijie, Muriel Téodori et Nadine Perront
- Photographie : Ricardo Aronovitch
- Musique : Bratsch (bande originale publiée sur CD Philips 522 849-2, 1994[1])
- Création des décors : Ivan Maussion
- Tournage : en Ardèche à Annonay, Boucieu le Roi, Quintenas, Roiffieux, Tournon et dans le Rhône à Lyon et Sainte Foy l'Argentière
- Production : Claude Kunetz
- Société de production : Paris New York Production
- Distribution : Les Films du losange
- Pays d'origine :  France
- Durée : 1h20
- Date de sortie : 12 octobre 1994 en France

## Distribution
- Chick Ortega : Marcel
- Mohamed Camara : Popov
- Catherine Hiegel : Mathilde
- Rufus : Le Père Simon
- Geneviève Fontanel : La mère de Marcel
- Yann Collette : L'aveugle
- André Sanfratello : Le premier chef douanier
- Jacques Mathou : Le second chef douanier
- Luc Palun : Le contrôleur du train

## Distinctions
Prix Spécial du Jury au Festival du Film Français de Pardubice (République Tchèque) en 1995.